# کماندو ۳
کماندو ۳ (به هندی: Commando 3) فیلمی در ژانر اکشن و مهیج محصول سال ۲۰۱۹ و به کارگردانی آدیتیا دات است. در این فیلم بازیگرانی همچون ویدیوت جاموال، آدا شارما، انگیرا دار و گلشن دوایا ایفای نقش کرده‌اند. این فیلم همچنین پرفروشترین فیلم از مجموعه فصل‌های کماندو شد.
شور وطن‌پرستی تقریباً همه صحنه‌های کلیدی فیلم را به تصویر می‌کشد، اما چیزی که می‌تواند توجه شما را جلب کند تنش و درایت ویدیوت جاموال است که با حرکات اکشن قدرتمند خود به هر صحنه می‌افزاید.

## بازیگران
ویدیوت جاموال
آدا شارما
انگیرا دار
گلشن دوایا

## داستان فیلم
افسران پلیس بمبئی سه جوان به تروریسم را دستگیر می‌کنند و سعی می‌کنند از آنها بازجویی کنند اما هیچ اطلاعاتی دریافت نمی‌کنند. کارانویر 'کاران' سینگ دوگرا ویدیوت جاموال برای کمک به پلیس فراخوانده می‌شود، اما یکی از مظنونان خود را می‌کشد. با بررسی بیشتر، کاران متوجه می‌شود که مظنونین پول و نوارهای VHS حاوی پیام تروریست دریافت کرده‌اند. همچنین، یکی از مظنونان بارها در مورد ۱۱ سپتامبر صحبت می‌کند که به عنوان حمله به هند در روز دیوالی رمزگشایی می‌شود. با یادگیری بیشتر ضبط‌های ضبط شده توسط یک دوربین در لندن، کاران تصمیم می‌گیرد به همراه بااونا ردی آدا شارما، که در مأموریت قبلی خود به او کمک می‌کرد، مخفیانه کار کند. آنها به عنوان یک زوج متأهل وارد لندن می‌شوند، جایی که مالیکا سود آنگیرا دار، یک افسر اطلاعاتی انگلیس، آنها را به ایستگاه کاری خود می‌برد و مأمور دیگری به نام آرمان اختر (سومیت تاکور) به آنها کمک می‌کند. از سوی دیگر، تروریست مسلمان بریتانیایی بوراق انصاری پسر نیروهای خود عبیر به تماشای او را یک مرد را بکشند. مادر ابیر و زاهیرا، همسر سابق بوراق فرینا واژیر می‌خواهد با پلیس تماس بگیرد اما توسط بوراق تهدید می‌شود. بوراق با آموختن دو مأمور هندی برای دستگیری به لندن آمده‌است، از مأمورانش کمک می‌گیرد تا آنها را ردیابی کنند، در حالی که کاران و تیمش مراحل مشابهی را دنبال می‌کنند تا عوامل بوراق را دنبال کنند. هنگام تعقیب یک مظنون، کاران با زهیرا و عبیر ملاقات می‌کند و به زودی درگیر دوچرخه سواری با مظنون می‌شود که منجر به مرگ تصادفی دومی می‌شود. کاران تلفن خود را دریافت می‌کند و به تماس بورق پاسخ می‌دهد و به او می‌گوید که به زودی از خانه مظنون مرده دیدن خواهد کرد. کاران و تیم به خانه می‌رسند، اما بیرون از آن توسط حقه بازی‌های بوراک متوقف می‌شود. درگیری شروع می‌شود و در نتیجه کاران با انفجار از خانه بیرون می‌شود. این ویدئو ویروسی می‌شود و همچنین توییت بهاونا از کاران حمایت می‌کند.
به زودی مشخص می‌شود که بخشی از برنامه کاران است هنگامی که او ویدئویی را با چالش بوراق بدون فاش کردن هویت خود منتشر می‌کند. وقتی دی.ان. ای با یک مظنون قتل مطابقت دارد، کاران و تیمش به رستوران بوراق می‌روند اما او را می‌بینند. کاران که می‌فهمد برای بردن پسرش از مدرسه رفته‌است، به آنجا می‌آید و قبل از ناپدید شدن او، او را به چالش می‌کشد. در بمبئی، دو مظنون توسط یک قدیس مسلمان اصلاح می‌شوند. بوراق حاضر نیست پسرش را رها کند و هنگامی که کاران در یک کنفرانس مطبوعاتی با عبیر و زهیرا نشست خبری می‌گذارد، به زودی خود را در معرض دید قرار می‌دهد. در حالی که مادر و پسر به سلامت به فرودگاه هند منتقل می‌شوند، یاران بوراق به خودروها حمله می‌کنند. پاونا در تصادف ناک اوت می‌شود در حالی که کاران و مالیکا با حامیان مبارزه می‌کنند. با این حال، زهیرا و عبیر ربوده می‌شوند و مالیکا از بوراق مطلع می‌شود. تسلیم می‌شود کاران سعی می‌کند او را مورد بازجویی قرار دهد اما در نهایت از زور استفاده می‌کند و به همین دلیل به او و بهاوا دستور می‌دهند که آنجا را ترک کنندانگلستان در عرض ۲۴ ساعت یا با اخراج مواجه می شودبه بوراق به دلیل توافق با BI آزاد می‌شود. او به آنها در قبال آزادی خود شواهدی برای حمله قبلی می‌دهد. بورق در راه رسیدن به خانه ای امن از افسران می‌خواهد که در مسجدی توقف کنند تا بتواند نماز بخواند. او با یکی از دژخیمان خود جایش را عوض می‌کند و زهیرا را می‌کشد. کاران با درک این که حمله به دیوالی نخواهد بود، تصمیم می‌گیرد به تنهایی ادامه دهد اما تیمش به او ملحق می‌شود. از طریق لوح ابیر، خانه امن واقع شده و توسط بهاونا و مالیکا مورد حمله قرار می‌گیرند در حالی که کاران برای بدست آوردن بوراق می‌رود. در پی دعوایی که همه جوانمردان کشته می‌شوند، کاران بوراق را تزریق می‌کند و او را با خود می‌برد زیرا او بیهوش است. بهاونا و مالیکا ابیر را نجات می‌دهند، در حالی که کاران با خیال راحت توسط هلیکوپتر آژانس خود برداشته می‌شود و به کشتی باری هند اسکورت می‌شود. با حداقل زمان باقیمانده برای حملات، کاران و پلیس سعی می‌کنند شهرهای مورد نظر را پیدا کنند. کاران با رمزگشایی «الله» که باراک بارها به زبان آورده‌است، شهرهای موردنظر را پیدا می‌کند و ویدئویی را منتشر می‌کند که از مسلمانان هند می‌خواهد ارزش وحدت مذهبی را درک کنند. وقتی مسلمانان برای رویارویی با تروریست‌ها آماده می‌شوند، افسران پلیس به آنها ملحق می‌شوند و تروریست‌ها دستگیر می‌شوند. کاران بوراق را می‌کشد و عبیر را به پدر مظنون مرده می‌سپارد.

## تولید
موفقیت دو سری اول کماندو باعث شد تا تهیه‌کننده ویپول امروتل شاه به سراغ فصل سوم برود. در ۶ سپتامبر ۲۰۱۸ اعلام شد که کماندو ۳ با حضور ویدیوت جاموال ادامه پیدا می‌کند. بعداً در ماه سپتامبر فیلمبرداری در لندن، انگلستان آغاز شد. فیلمبرداری در اواسط ژوئن ۲۰۱۹ به پایان رسید.